# Lista de comunidades autónomas da Espanha por população
Esta é uma lista das comunidades autónomas da Espanha ordenadas por população.
| Pos#            | Nome                   | População  | Percentagem | Densidade         |
| --------------- | ---------------------- | ---------- | ----------- | ----------------- |
| 1º              | Andaluzia              | 8.202.220  | 17,77%      | 93,99 hab./km²    |
| 2º              | Catalunha              | 7.364.078  | 15,95%      | 230,63 hab./km²   |
| 3º              | Comunidade de Madrid   | 6.271.638  | 13,59%      | 784,45 hab./km²   |
| 4º              | Comunidade Valenciana  | 5.029.601  | 10,90%      | 215,82 hab./km²   |
| 5º              | Galiza                 | 2.784.169  | 6,03%       | 94,59 hab./km²    |
| 6º              | Castela e Leão         | 2.557.330  | 5,54%       | 27,16 hab./km²    |
| 7º              | País Basco             | 2.157.112  | 4,67%       | 297,08 hab./km²   |
| 8º              | Canárias               | 2.075.968  | 4,50%       | 284,10 hab./km²   |
| 9º              | Castilla-La Mancha     | 2.043.100  | 4,43%       | 25,79 hab./km²    |
| 10º             | Região de Múrcia       | 1.426.109  | 3,09%       | 126,01 hab./km²   |
| 11º             | Aragão                 | 1.326.918  | 2,87%       | 27,84 hab./km²    |
| 12º             | Estremadura            | 1.097.744  | 2,38%       | 26,39 hab./km²    |
| 13º             | Principado de Astúrias | 1.080.138  | 2,34%       | 102,24 hab./km²   |
| 14º             | Baleares               | 1.072.844  | 2,32%       | 213,97 hab./km²   |
| 15º             | Navarra                | 620.377    | 1,34%       | 60,58 hab./km²    |
| 16º             | Cantábria              | 582.138    | 1,26%       | 110,07 hab./km²   |
| 17º             | La Rioja               | 317.501    | 0,69%       | 63,07 hab./km²    |
| Ceuta e Melilha |                        |            |             |                   |
| 18º             | Ceuta                  | 77.389     | 0,17%       | 4.073,11 hab./km² |
| 19º             | Melilla                | 71.448     | 0,15%       | 5.808,78 hab./km² |
| TOTAL           | TOTAL                  | 46.157.822 | 100%        | 91,47 hab./km²    |